# Knežica (Doljevac)
Pour les articles homonymes, voir Knežica.
Knežica (en serbe cyrillique : Кнежица) est un village de Serbie situé dans la municipalité de Doljevac, district de Nišava. Au recensement de 2011, il comptait 526 habitants.

## Démographie

### Évolution historique de la population
| 1948 | 1953 | 1961 | 1971 | 1981 | 1991 | 2002 | 2011 |
| ---- | ---- | ---- | ---- | ---- | ---- | ---- | ---- |
| 709  | 734  | 763  | 673  | 647  | 648  | 586  | 526  |

|  |